# Kovkab Safaraliyeva
Kovkab Kamil gizi Safaraliyeva (en azerí: Kövkəb Kamil qızı Səfərəliyeva; Bakú, 3 de enero de 1907 – Bakú, 27 de junio de 1985) fue una pianista de música clásica y pedagoga de Azerbaiyán.

## Biografía
Kovkab Safaraliyeva nació el 3 de enero de 1907 en Bakú. Entre 1916 y 1926 estudió en la escuela de música. En 1932 se graduó de la Academia de Música de Bakú.
A comienzos de los años 1930 actuó como pianista en el Teatro de Trabajadores de Bakú (actualmente Teatro Estatal Académico Ruso de Drama de Azerbaiyán) y concertina en el Teatro de Ópera y Ballet Académico Estatal de Azerbaiyán. En 1937 fundó la Escuela de Música y  fue la directora de esta escuela entre 1938 y 1952.
Kovkab Safaraliyeva murió el 27 de junio de 1985 y fue enterrada en Bakú.

## Premios y títulos
- Orden de la Insignia de Honor
- Artista de Honor de la RSS de Azerbaiyán (1940)
- Artista del Pueblo de la RSS de Azerbaiyán (1972)[3]